# Morning Musume Concert Tour 2008 Aki ~Resonant Live~
Albums de Morning Musume
Concert Tour 2008 Haru
(2008) Concert Tour 2009 Spring
(2009)
Morning Musume Concert Tour 2008 Aki ~Resonant Live~ (モーニング娘。コンサートツアー2008秋 ~リゾナント LIVE~) est une vidéo musicale (DVD) du groupe de J-pop Morning Musume, la dix-neuvième d'un concert du groupe.

## Présentation
La vidéo sort au format DVD le 28 janvier 2009 au Japon sous le label zetima (elle sera rééditée au format Blu-Ray le 4 décembre 2013). Le DVD atteint la 12e place à l'Oricon. Il se vend à 11 521 exemplaires la première semaine et reste classé pendant cinq semaines, pour un total de 14 981 exemplaires vendus durant cette période.
Le concert avait été filmé deux mois auparavant, le 3 novembre 2008, dans la salle Tokyo Kousei Nenkin Kaikan. Dix titres sortis en singles (dont deux en "face B") sont interprétés. Six titres ne sont interprétés que par quelques membres du groupe, dont deux en solo par Ai Takahashi et Aika Mitsui. Six des titres interprétés (dont deux reprises) sont alors inédits, et figureront sur les deux prochains albums du groupe qui sortiront dans les cinq mois suivants : Cover You et Platinum 9 Disc.
Un autre groupe du Hello! Project, MilkyWay (avec Koharu Kusumi de Morning Musume), est également invité à interpréter la chanson de son second single sorti quelques jours auparavant.

## Participantes
- Morning Musume
  - 5e génération : Ai Takahashi, Risa Niigaki
  - 6e génération : Eri Kamei, Sayumi Michishige, Reina Tanaka
  - 7e génération : Koharu Kusumi
  - 8e génération : Aika Mitsui, Jun Jun, Lin Lin
- MilkyWay : Koharu Kusumi, Yū Kikkawa, Sayaka Kitahara

## Liste des titres
| 1.  | Opening (présentation) |  |
| 2.  | Sono Bamen de Bibiccha Ikenai jan! (その場面でビビっちゃいけないじゃん!) (du single Resonant Blue) |  |
| 3.  | Mikan (みかん) (de l'album Platinum 9 Disc) |  |
| 4.  | MC 1 (présentation) |  |
| 5.  | Pepper Keibu (ペッパー警部) (de l'album Cover You) |  |
| 6.  | VTR - Member Introduction (présentation) |  |
| 7.  | Top! (TOP!) (de l'album No.5) |  |
| 8.  | YAH! Aishitai! (YAH! 愛したい!) (de l'album Best! Morning Musume 2) |  |
| 9.  | MC 2 (présentation) |  |
| 10. | Inspiration! (インスピレ－ション!) (du single Renai Revolution 21) |  |
| 11. | Ambitious! Yashinteki de Ii Jan (Ambitious! 野心的でいいじゃん) (de l'album Sexy 8 Beat) |  |
| 12. | Purple Wind (パープルウインド (par Takahashi, Niigaki, Kusumi, Mitsui, Jun Jun, Lin Lin) (de l'album Rainbow 7) |  |
| 13. | Lemon Iro to Milk Tea (レモン色とミルクティ (par Kamei, Michishige, Tanaka) (de l'album Ai no Dai 6 Kan) |  |
| 14. | MC 3 (présentation) |  |
| 15. | Tan Tan Taan! (タンタンターン!) (par MilkyWay) (single de MilkyWay) |  |
| 16. | Watashi no Miryoku ni Kizukanai Donkan na Hito (私の魅力に 気付かない鈍感な人 (par Aika Mitsui) (de l'album Platinum 9 Disc)                                                                                       |  |
| 17. | Guruguru Jump (グルグルJUMP (par Kusumi, Jun Jun, Lin Lin) (de l'album Platinum 9 Disc) |  |
| 18. | Mushoku Tōmei na Mama de (無色透明なままで (par Ai Takahashi) (de l'album Rainbow 7) |  |
| 19. | Take off is now! (par Takahashi, Niigaki, Tanaka) (de l'album Platinum 9 Disc) |  |
| 20. | MC 4 (présentation) |  |
| 21. | Dō ni mo Tomaranai (どうにもとまらない) (de l'album Cover You) |  |
| 22. | Koi no Dial 6700 (恋のダイヤル6700) (de l'album Cover You) |  |
| 23. | MC 5 (présentation) |  |
| 24. | Sōda! We're Alive (そうだ! We're ALIVE) (de l'album 4th Ikimasshoi!) |  |
| 25. | Onna ni Sachi Are (女に 幸あれ) (de l'album Platinum 9 Disc) |  |
| 26. | Roman ~My Dear Boy~ (浪漫 ~MY DEAR BOY~) (de l'album Ai no Dai 6 Kan) |  |
| 27. | Koko ni Iruzee! (ここにいるぜぇ!) (de l'album No.5) |  |
| 28. | MC 6 (présentation) |  |
| 29. | Resonant Blue (リゾナント ブルー) (de l'album Platinum 9 Disc) |  |
| 30. | Ame no Furanai Hoshi de wa Aisenai Darō? (雨の降らない星では愛せないだろう?) (de l'album Platinum 9 Disc) |  |
| 31. | MC 7 (présentation) |  |
| 32. | Aozora ga Itsumademo Tsuzuku Yō na Mirai de Are! / Resonant Blue (instrumental) (青空がいつまでも続くような未来であれ! / リゾナント ブルー...) (titre de l'album Rainbow 7 + instrumental du single Resonant Blue) |  |

| 1. | Indigo Blue Love (INDIGO BLUE LOVE) (par Risa Niigaki) (de l'album Rainbow 7)                                                    |  |
| 2. | Lemon Iro to Milk Tea (Kamei Eri Main Ver.) (レモン色とミルクティ (亀井絵里メインVer.) (par Kamei, Michishige, Tanaka)           |  |
| 3. | Lemon Iro to Milk Tea (Michishige Sayumi Main Ver.) (レモン色とミルクティ (道重さゆみメインVer.) (par Kamei, Michishige, Tanaka) |  |